# Iphiaulax naomiae
Iphiaulax naomiae is een insect dat behoort tot de orde vliesvleugeligen (Hymenoptera) en de familie van de schildwespen (Braconidae). De wetenschappelijke naam van de soort werd voor het eerst geldig gepubliceerd door Whitaker, Bhuiya, Fitton & Quicke in 2007.